# 日本テレビホールディングス
日本テレビホールディングス株式会社（にほんテレビホールディングス、英: Nippon Television Holdings, Inc.）は、東京都港区東新橋（汐留）に本社を置く、日本の認定放送持株会社。2012年10月1日に（旧）日本テレビ放送網株式会社が商号変更・会社分割を行って改組した。東京証券取引所プライム市場上場企業。

## 持株会社化の経緯
認定放送持株会社制度については、民放テレビキー局の中では既にフジテレビ（フジ・メディア・ホールディングス）、TBSテレビ（TBSホールディングス）、テレビ東京（テレビ東京ホールディングス）が移行に踏み切ったものの、日本テレビとテレビ朝日はこれまで移行に踏み切っていなかった。中でも日本テレビは2008年3月に行われた定例会見で、当時の社長久保伸太郎が「現時点で必要ない」と最も消極的な姿勢を表明していた。
しかしながら、BSデジタル放送のチャンネル増加などに代表される多チャンネル化、インターネットの台頭によるソーシャルメディアなどの隆盛と産業構造の変化、生産年齢人口の減少と国内需要の変化、テレビ広告市場の縮小・低迷などから、メディア・コンテンツ業界においての統廃合や新たな可能性の模索、経営難に対する備えを迫られたと判断、一体的な経営を行うために持株会社の設立を行うこととなった。また、翌2013年が日本テレビの開局60周年にあたるため、持株会社に移行することで次の60年に向けた新たなスタートを切るという狙いもある。
具体的には、グループの中核会社であり地上波放送を手掛ける日本テレビ放送網（日本テレビ）、BS放送を手掛けるBS日本（BS日テレ）、CS放送を手掛けるCS日本の3社を中心に据え、これまで番組の製作や供給で連携しつつもそれぞれ独立した経営を行ってきた手法を転換し、持株会社の元で3波一体経営を行い、コンテンツの価値を高めることを主眼としている。これと同時に、日本テレビ傘下のコンテンツ制作・流通機能を有する子会社6社も、持株会社の直接の子会社にすることで、グループ内での連携強化を図る。
なお、放送持株会社になることで地方の系列局を傘下に収めることが可能となるが、社長の大久保好男は発表会見の中で「検討課題になっていない」と系列局を傘下に収めることについては否定している。しかし2024年、基幹局の読売テレビ放送（ytv）・中京テレビ放送（CTV）・福岡放送（FBS）・札幌テレビ放送（STV）は、共同で認定放送持株会社、読売中京FSホールディングス（FYCS（フィックス）ホールディングス）を設立すると発表。2025年4月1日に発足した。FYCSHDは、日テレHDの持分法適用会社になるため、事実上4局を傘下に収めることになる。

## 沿革
- 1951年（昭和26年）
  - 10月2日 - テレビ放送免許申請。
- 1952年（昭和27年）
  - 7月31日 - 日本初のテレビ放送予備免許取得。
  - 10月28日 - 日本テレビ放送網株式会社として会社設立。
- 1953年（昭和28年）
  - 8月27日 - テレビ放送本免許獲得。
  - 8月28日 -民放初のテレビ局（地上アナログ）として本放送を開始。開局記念日。
- 1957年（昭和32年）
  - 4月28日 - カラーテレビ放送本免許申請。
  - 12月27日 - カラーテレビ放送実験局本免許取得。
  - 12月28日 - カラーテレビ放送実験局開局。
- 1960年（昭和35年）
  - 9月10日 - カラーテレビ本放送開始。
- 2000年（平成12年）
  - 12月1日 - 午前11時、BS日テレ放送開始。
- 2003年（平成15年）
  - 12月1日 - 午前11時、地上デジタル放送開始。
- 2011年（平成23年）
  - 7月24日 - 正午、地上アナログ放送終了。
- 2012年（平成24年）
  - 4月26日 - 日本テレビ放送網株式会社の事業部門を分割・承継する受け皿会社として、日本テレビ分割準備株式会社を設立[9]。
  - 6月18日 - 株式会社CS日本の定時株主総会で持株会社への移行の承認を得る。
  - 6月28日 - 株式会社BS日本の定時株主総会で持株会社への移行の承認を得る。
  - 6月28日 - 日本テレビ放送網株式会社の定時株主総会で持株会社への移行の承認を得る。
  - 9月18日 - 総務大臣による放送持株会社設立の認定を受ける。
  - 9月30日 - この日を発生日として株式会社日テレ・グループ・ホールディングスに対し現物配当を実施、同社傘下子会社を直接の子会社にする。
  - 10月1日 - 日本テレビ放送網株式会社の商号を日本テレビホールディングス株式会社に変更。同時に、日本テレビ分割準備株式会社が地上波テレビジョン放送免許を含む事業部門を承継し、商号を日本テレビ放送網株式会社に変更。また株式会社BS日本と株式会社シーエス日本を株式交換によって完全子会社化する。
- 2022年（令和4年）
  - 4月4日 - 東京証券取引所の市場区分の見直しにより、市場第一部からプライム市場へ移行。
- 2024年（令和6年）
  - 11月29日 - 日本テレビホールディングス及び系列局4社（読売テレビ放送、中京テレビ放送、福岡放送、札幌テレビ放送）が「日本テレビ系列局4社の経営統合」および「新しい放送持株会社の設立」を発表[10]。
- 2025年（令和7年）
  - 4月1日 - 前述の系列局4社が共同株式移転し、読売中京FSホールディングス（当社の持分法適用関連会社）が発足。

## 資本構成
「日本テレビホールディングス」および「日本テレビ放送網（2012年9月30日以前）」の資本構成。
企業・団体は当時の名称。出典：

### 2025年3月31日
| 発行済株式総数 | 株主数 |
| -------------- | ------ |
| 263,822,080株  | 22,820 |

| 株主                                       | 株式数       | 議決権 |
| ------------------------------------------ | ------------ | ------ |
| 読売新聞グループ本社                       | 37,649,480株 | 14.61% |
| 日本マスタートラスト信託銀行（信託口）     | 23,679,000株 | 9.19%  |
| 讀賣テレビ放送                             | 17,133,160株 | 6.65%  |
| STATE STREET BANK AND TRUST COMPANY 505001 | 16,588,838株 | 6.44%  |
| 読売新聞東京本社                           | 15,939,700株 | 6.18%  |
| 学校法人帝京大学                           | 9,623,720株  | 3.73%  |
| NTTドコモ                                  | 7,779,000株  | 3.02%  |
| 日本カストディ銀行（信託口）               | 7,605,800株  | 2.95%  |
| リクルートホールディングス                 | 6,454,600株  | 2.50%  |
| よみうりランド                             | 5,236,000株  | 2.03%  |

## 組織

### 会長・社長
読売新聞グループ本社（読売新聞）の影響下にあることから、持株会社化前の日本テレビ放送網を含め、長年に渡って同新聞社出身の人物が就任していることが多い。

### 組織図
組織図を参照。

## 子会社及び関連会社等

### 直接子会社
- 日本テレビ放送網株式会社（100%）
- 株式会社BS日本（100%）
- 株式会社CS日本（100%）
- 株式会社日テレ・テクニカル・リソーシズ（NiTRo）（100%）[注釈 2]
- 株式会社日テレアックスオン（AX-ON）（100%）[注釈 2]
  - 株式会社イカロス[注釈 3]
  - 株式会社フェイドイン
- 株式会社日テレイベンツ（100%）[注釈 2]
- 株式会社日本テレビアート（100%）[注釈 2]
- 日本テレビ音楽株式会社（100%）
- 株式会社アール・エフ・ラジオ日本（96.4%）
  - 株式会社ラジオ日本クリエイト
  - 株式会社ラジオ日本音楽出版
- 株式会社バップ
  - 株式会社サウンドインスタジオ
- 株式会社タツノコプロ（55.2%）
  - タツノコ音楽出版株式会社
- 株式会社ティップネス（100%）
- 株式会社ムラヤマ
- la belle vie株式会社（100%）[18][19]

### 日本テレビ放送網子会社
- 株式会社日本テレビサービス
- 株式会社日テレリアルエステート
- 株式会社日テレWands[注釈 4]
- HJホールディングス株式会社
- 株式会社ACM[20][注釈 5]
- 株式会社営放プロデュース
- 株式会社スタジオジブリ
- 株式会社マッドハウス
  - 株式会社マッドボックス
- 株式会社日本テレビ人材センター
- 株式会社日テレグループ企画[注釈 2]
- 株式会社ライツ・イン
- 株式会社JCG
- 株式会社J.M.P
- ForGroove株式会社
- 株式会社PLAY
- 株式会社LivePark
- 株式会社ウィークデー
- 株式会社サンエイワーク
- 株式会社ClaN Entertainment[21]
- 日テレ・ライフマーケティング株式会社
- アックスエンターテインメント株式会社
- 株式会社日テレHR総合研究所
- 株式会社長崎ビジョン（日テレグループ企画と長崎国際テレビとの合弁）
- NTV America Company
- Nippon Television Network Europe B.V.
- NTV Asia Pacific Pte. Ltd.
- NTV INTERNATIONAL CORPORATION

### 関連会社
- 読売中京FSホールディングス株式会社（FYCSホールディングス、20%超）
  - 読売テレビ放送株式会社（FYCSHDの子会社）
  - 中京テレビ放送株式会社（FYCSHDの子会社）
  - 株式会社福岡放送（FYCSHDの子会社）
  - 札幌テレビ放送株式会社（FYCSHDの子会社）
    - 株式会社STVラジオ（札幌テレビの子会社）
- 株式会社宮城テレビ放送（10.66%）
- 株式会社福島中央テレビ（15.00%）
- 株式会社テレビ新潟放送網（15.27%）
- 株式会社テレビ信州（19.64%）
- 株式会社テレビ金沢（15.75%）
- 株式会社静岡第一テレビ（12.00%）
- 広島テレビ放送株式会社（24.00%）
- 株式会社長崎国際テレビ（14.64%）
- 株式会社熊本県民テレビ（20.03%）
- 日活株式会社（35.4%）
- 株式会社オールアバウト（24.94%）
  - 株式会社オールアバウトナビ
- 黒剣電視節目製作股份有限公司
- 西日本映像株式会社（福岡放送との合弁）
- 株式会社KKTイノベート（熊本県民テレビとの合弁）
- 株式会社鹿児島ビジョン（鹿児島讀賣テレビとの合弁）
- 株式会社金沢映像センター（テレビ金沢との合弁）
- 株式会社IMAGICAコスモスペース（20%）
- 株式会社プロメディア新潟（テレビ新潟放送網との合弁）
- EASY PRODUCTION株式会社
- 汐留アーバンエネルギー株式会社
- 株式会社ジェイエスエス（24.84%）
- 株式会社ビーグリー（25.25%）
- アチーブメント株式会社
- 株式会社アールビーズ（35%、アシックス傘下）
- 株式会社いかす
- KANAMEL株式会社（22%）

### 出資会社
- 株式会社読売・日本テレビ文化センター

### 公益財団法人
- 公益財団法人読売日本交響楽団
- 公益財団法人日本テレビ小鳩文化事業団
- 公益財団法人徳間記念アニメーション文化財団

## グループ外企業への出資状況並びに関係性の高い株式会社一覧

### 上場会社
- 東映株式会社（3.72%）
- 株式会社WOWOW（9.69%）
- 株式会社IGポート（9.9%）
- 株式会社ビーグリー（25.42%）
- 株式会社リクルートホールディングス（1.99%）

### 非上場会社

#### 系列放送局
出資比率はいずれも2021年3月31日時点。
- 青森放送株式会社
- 株式会社テレビ岩手（14.25%）
- 株式会社秋田放送
- 山形放送株式会社
- 北日本放送株式会社
- 福井放送株式会社（9.27%）[注釈 6]
- 日本海テレビジョン放送株式会社（8.00%）
- 山口放送株式会社（10.43%）
- 四国放送株式会社（5.00%）
- 西日本放送株式会社（12.86%）
- 南海放送株式会社（2.78%）
- 高知放送株式会社（10.00%）
- 株式会社テレビ大分[注釈 7]
- 株式会社鹿児島讀賣テレビ（19.41%）

#### 系列外放送局
テレビ朝日系列
- 秋田朝日放送株式会社（4.00%）
- 名古屋テレビ放送株式会社（5.62%）

フジテレビ系列
- 株式会社テレビ長崎
- 株式会社テレビ宮崎[注釈 8]
- 鹿児島テレビ放送株式会社

独立局
- 株式会社テレビ埼玉（8.26%）

#### その他
- 株式会社読売新聞グループ本社
  - 株式会社読売新聞東京本社
  - 株式会社報知新聞社（スポーツ報知）
  - 株式会社読売巨人軍（プロ野球チーム読売ジャイアンツ（セ・リーグ所属）の運営会社。）
- 東京ヴェルディ株式会社（元々は読売サッカークラブとして設立。現在はゼビオホールディングス傘下のプロサッカークラブ。）
  - 日テレ・東京ヴェルディベレーザ（WEリーグ所属の女子サッカークラブ。）
- 吉本興業ホールディングス株式会社（8.09%）
- 東京ケーブルネットワーク株式会社

なお類似した社名である「日本テレビジョン」（後に「株式会社ティー・シー・ジェー（Television Corporation of Japan Co.,Ltd.）」という広告代理店、アニメーション部門はその後分社化され現在のエイケン）、並びにアニメ映画を専門に制作していた日本テレビ動画（法人格消滅）とは無関係である。

## 過去のグループ会社
- 株式会社日テレ7

## 業績推移
| 会計年度 | 売上高  | 営業利益 | 経常利益 | 純利益 |
| -------- | ------- | -------- | -------- | ------ |
| 2003年度 | 328,374 | 35,937   | 36,800   | 19,359 |
| 2004年度 | 357,614 | 34,325   | 35,591   | 16,847 |
| 2005年度 | 346,642 | 28,551   | 30,014   | 13,700 |
| 2006年度 | 343,651 | 30,344   | 34,142   | 18,331 |
| 2007年度 | 342,188 | 23,076   | 26,705   | 10,625 |
| 2008年度 | 324,563 | 12,214   | 16,225   | 5,622  |
| 2009年度 | 296,933 | 23,562   | 27,184   | 16,595 |
| 2010年度 | 297,894 | 31,670   | 38,702   | 21,048 |
| 2011年度 | 305,460 | 32,249   | 37,902   | 22,729 |
| 2012年度 | 326,422 | 35,429   | 42,184   | 25,283 |
| 2013年度 | 341,720 | 40,089   | 47,845   | 27,827 |
| 2014年度 | 362,497 | 42,382   | 48,696   | 30,467 |
| 2015年度 | 414,780 | 53,178   | 57,791   | 36,883 |
| 2016年度 | 416,704 | 52,526   | 58,130   | 40,786 |
| 2017年度 | 423,663 | 50,964   | 61,239   | 37,416 |
| 2018年度 | 424,945 | 49,749   | 57,398   | 38,739 |
| 2019年度 | 426,599 | 43,111   | 49,206   | 30,555 |
| 2020年度 | 391,335 | 34,526   | 42,944   | 24,042 |
| 2021年度 | 406,395 | 58,682   | 64,838   | 47,431 |

| 会計年度 | 売上高  | 営業利益 | 経常利益 | 純利益 |
| -------- | ------- | -------- | -------- | ------ |
| 2003年度 | 290,344 | 27,730   | 29,023   | 16,103 |
| 2004年度 | 297,079 | 23,913   | 25,370   | 12,536 |
| 2005年度 | 287,829 | 18,450   | 20,146   | 8,001  |
| 2006年度 | 288,636 | 20,898   | 23,863   | 12,726 |
| 2007年度 | 291,223 | 16,172   | 18,516   | 6,437  |
| 2008年度 | 277,759 | 8,389    | 11,749   | 3,245  |
| 2009年度 | 261,060 | 22,210   | 25,116   | 14,443 |
| 2010年度 | 258,058 | 27,137   | 32,542   | 16,467 |
| 2011年度 | 264,820 | 27,029   | 29,700   | 17,665 |
| 2012年度 | 273,930 | 28,805   | 32,567   | 17,873 |
| 2013年度 | 282,973 | 29,090   | 31,818   | 16,983 |
| 2014年度 | 290,460 | 38,049   | 39,658   | 24,622 |
| 2015年度 | 307,077 | 45,833   | 53,513   | 30,116 |
| 2016年度 | 310,969 | 44,282   | 47,066   | 33,159 |
| 2017年度 | 311,211 | 42,147   | 46,196   | 26,960 |
| 2018年度 | 311,051 | 41,236   | 46,639   | 32,679 |
| 2019年度 | 307,271 | 37,340   | 41,853   | 28,214 |
| 2020年度 | 286,314 | 32,922   | 36,429   | 43,718 |
| 2021年度 | 300,729 | 49,725   | 52,779   | 41,661 |

## 不祥事
2023年10月3日、日本テレビホールディングスは2021年に開催した株主総会において、取締役の総数を12人から9人に変更した結果、それ以降において、日本テレビの系列局5社（テレビ岩手、 宮城テレビ、讀賣テレビ、広島テレビ、テレビ大分）との間で、放送局の「支配」を原則として禁じる「マスメディア集中排除原則」に抵触していたことが総務省からの指摘で判明し、該当する抵触状態を同日までに解消したことを発表した。その後、総務省と各地の総合通信局は日本テレビホールディングス並びにテレビ大分を除く系列局4社に対して行政指導を行った。